# Radziecko-niemiecka umowa handlowa (1940)

Model pancernika „Bismarck”, którego plany konstrukcyjne Niemcy przekazali Rosjanom

Radziecko-niemiecka umowa handlowa z 1940 r. – porozumienie dotyczące wymiany handlowej pomiędzy Związkiem Radzieckim i III Rzeszą, podpisane w Moskwie 11 lutego 1940. Była ona przedłużeniem wcześniejszej radziecko-niemieckiej umowy handlowej podpisanej 19 sierpnia 1939 roku w Berlinie, kilka dni przed paktem Ribbentrop-Mołotow.
Podobnie jak wcześniejsza umowa, również umowa z roku 1940 przewidywała wymianę radzieckich surowców na niemiecką technologię. Zakładała ona dostarczenie Niemcom przez stronę radziecką w ciągu 12 miesięcy surowców i żywności na sumę 800 milionów marek niemieckich.

## Dostawy niemieckie dla ZSRR
Dostawy niemieckie dla ZSRR obejmowały plany pancernika „Bismarck”. Niemcy mieli przekazać ZSRR krążownik „Lützow”, maszyny do dużego niszczyciela, artylerię morską, od dwóch do dziesięciu samolotów; w tym myśliwce Bf-109, Bf-110 oraz bombowiec Ju-88, które Rosjanie mogli kopiować, ciężkie haubice i baterię dział przeciwlotniczych. Związek Radziecki otrzymał także od Niemców lokomotywy, turbiny, generatory, silniki Diesla, statki, maszyny, laboratorium balistyczne, próbki materiałów wybuchowych, sprzęt radiowy, telegraficzny i telefoniczny, sprzęt do prowadzenia wojny chemicznej, sprzęt saperski i jeden czołg do skopiowania.

## Dostawy radzieckie dla III Rzeszy
W pierwszym okresie umowy z roku 1940 (od 11 lutego, 1940 do 11 lutego, 1941) oraz w drugim (od 11 lutego, 1941 aż do złamania paktu), Niemcy otrzymały wielkie ilości surowców, włączając ponad:
- 1 600 000 ton ziarna
- 900 000 ton nafty
- 200 000 ton bawełny
- 140 000 ton manganu
- 200 000 ton fosfatów
- 20 000 ton rudy chromowej
- 18 000 ton kauczuku
- 100 000 ton ziarna soi
- 500 000 ton rudy żelaza
- 300 000 ton złomu oraz surówki
- 2000 kilogramów platyny

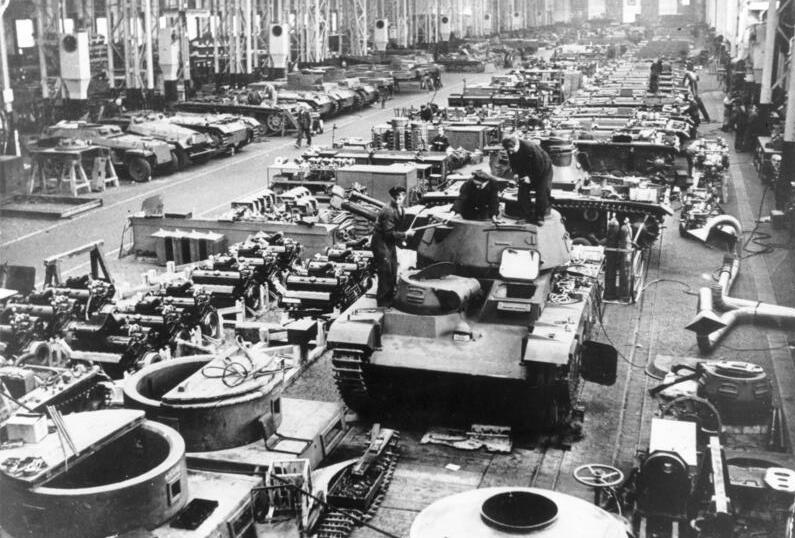
Niemiecka fabryka czołgów 1940

ZSRR zagwarantował Niemcom tranzyt surowców z Dalekiego Wschodu (m.in. soli z Mandżurii), zmniejszając o połowę ceny frachtowe za korzystanie z Kolei Transsyberyjskiej.